# Molophilus (Molophilus) cautus
Molophilus (Molophilus) cautus is een tweevleugelige uit de familie steltmuggen (Limoniidae). De soort komt voor in het Neotropisch gebied.